# Silnice II/363
Silnice II/363 je silnice II. třídy, která vede z Poličky do Brněnce. Je dlouhá 22 km. Prochází jedním krajem a jedním okresem.

## Vedení silnice

### Pardubický kraj, okres Svitavy
- Polička (křiž. I/34)
- Pomezí (křiž. III/3632, III/3633, III/3662)
- Stašov (křiž. III/3634)
- Rohozná (křiž. III/3636, III/3637, III/3638)
- Lavičné (křiž. III/3639)
- Bělá nad Svitavou (křiž. II/364)
- Brněnec (křiž. I/43, III/36311, III/36313)

## Další fotografie

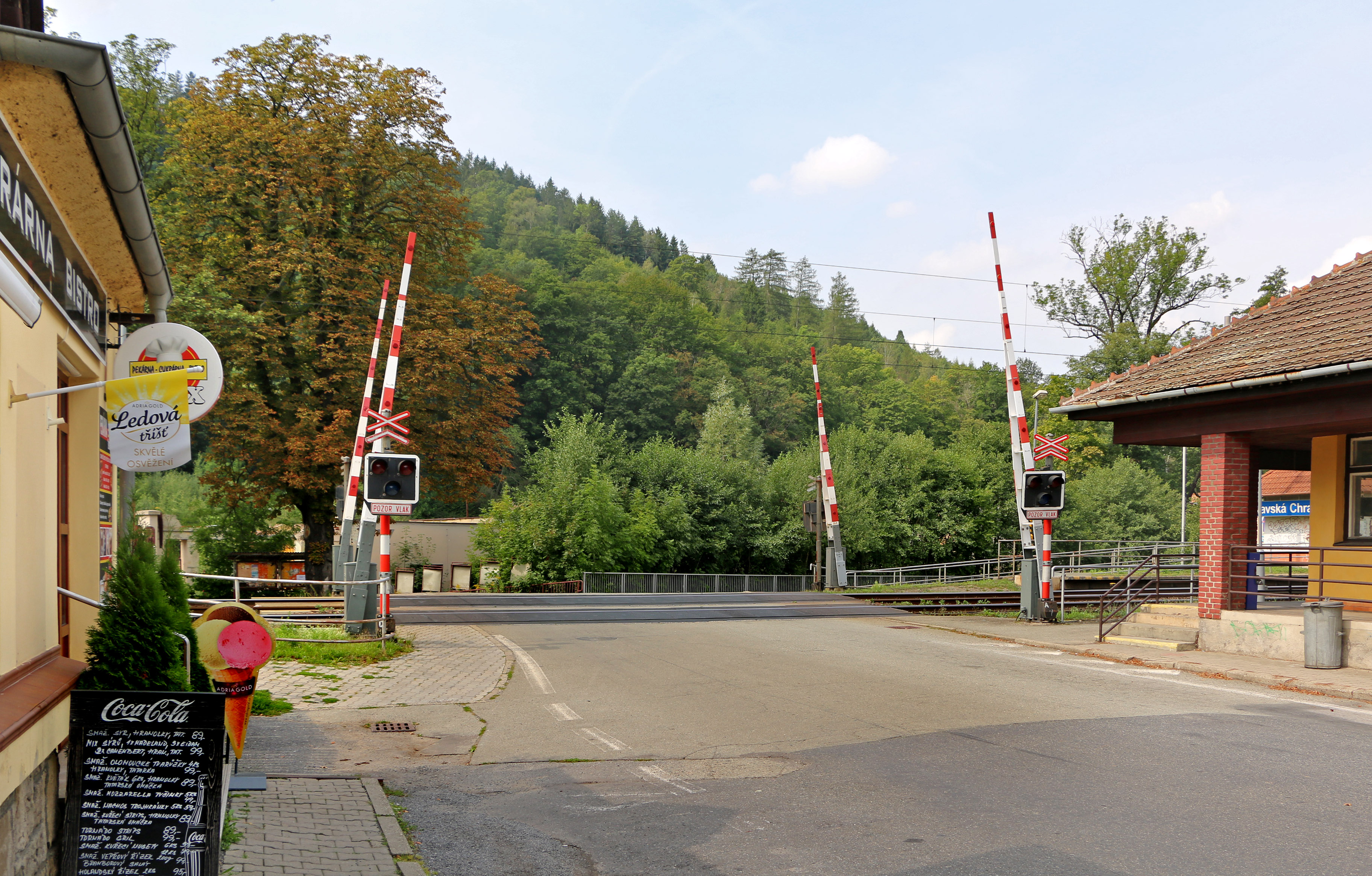
Začátek silnice v Brněnci
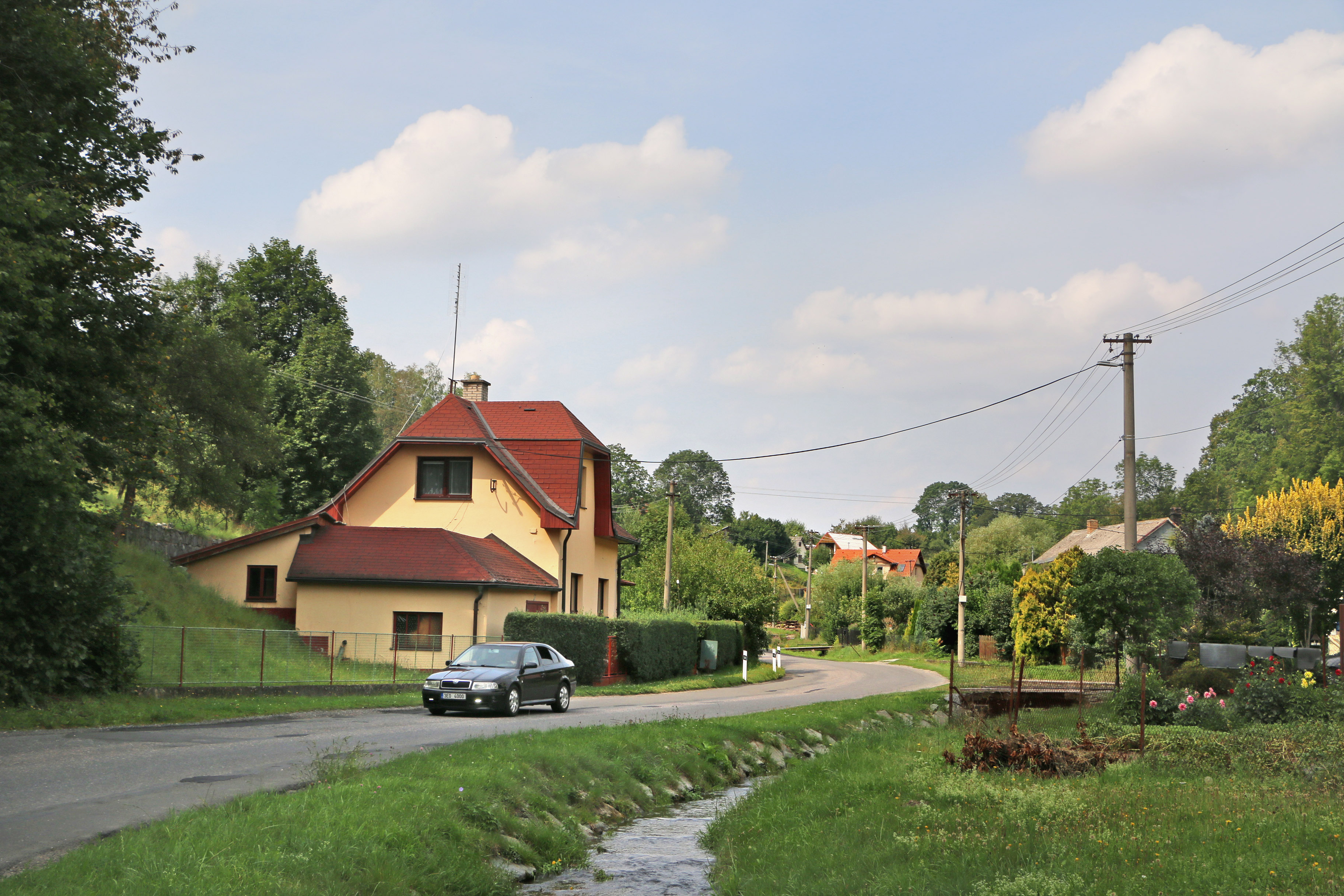
V Americe, části Bělé pod Svitavou